# Burt (Iowa)
Burt es una ciudad situada en el Condado de Kossuth, en el  estado de Iowa, Estados Unidos. Según el censo de 2010 tenía una población de 533 habitantes.

## Geografía
Según la Oficina del Censo de los Estados Unidos, la localidad tiene un área total de 1,13 km², la totalidad de los cuales 1,13 km² corresponden a tierra firme.

## Demografía
Según el censo de 2010, había 533 personas residiendo en la localidad. La densidad de población era de 471,68 hab./km². Había 232 viviendas con una densidad media de 205,31 viviendas/km². El 97,94% de los habitantes eran blancos, el 0,19% afroamericanos, el 0,38% de otras razas, y el 1,5% pertenecía a dos o más razas. El 1,31% de la población eran hispanos o latinos de cualquier raza.